# Krystyna Samochocka
Krystyna Maria Anna Samochocka (ur. 1932, zm. 15 grudnia 2020) – polska chemiczka, prof. dr hab.

## Życiorys
Obroniła pracę doktorską, następnie uzyskała stopień doktora habilitowanego. 17 listopada 1990 nadano jej tytuł profesora w zakresie nauk chemicznych. Pracowała na Wydziale Chemii Uniwersytetu Warszawskiego, oraz w Centrum Onkologii - Instytucie im. Marii Skłodowskiej-Curie.
Zmarła 15 grudnia 2020.